# Ophiothrix dedita
Ophiothrix dedita är en ormstjärneart som beskrevs av Jean Baptiste François René Koehler 1930. Ophiothrix dedita ingår i släktet Ophiothrix och familjen Ophiothrichidae. Inga underarter finns listade i Catalogue of Life.